# Sint-Alfonskerk (Bommershoven)

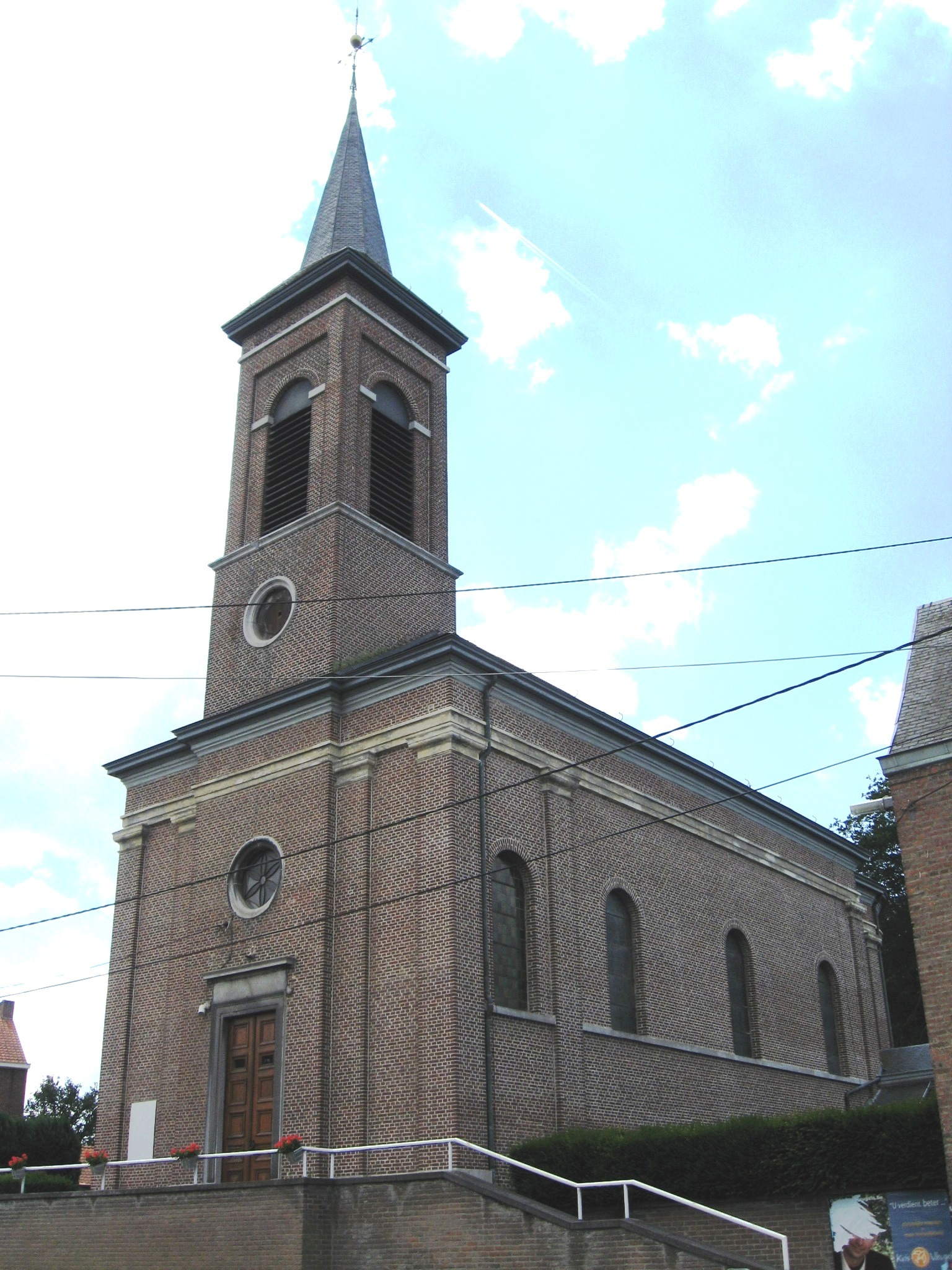
Sint-Alfonskerk

De Sint-Alfonskerk is de parochiekerk van Bommershoven, gelegen aan de Alfonsstraat, in de gemeente Tongeren-Borgloon in de Belgische provincie Limburg. Het kerkje is zeer landelijk gelegen.

## Geschiedenis
Oorspronkelijk stond op deze plaats de Sint-Annakapel. In 1844 echter werd Bommershoven een zelfstandige parochie, en van 1841-1844 werd daartoe de huidige kerk gebouwd. Deze werd ontworpen door Lambert Jaminé. In 1885 werd de torenspits toegevoegd. Deze werd ontworpen door Bricteux.

## Gebouw
Het is een doosvormig, bakstenen, neoclassicistisch bouwwerk, waarvan de strenge voorgevel voorzien is van pilasters. Boven het portaal is een oculus, en een soortgelijke oculus bevindt zich in de eerste geleding van de ingebouwde toren, die opvallend slank boven het schip uitsteekt.
Aan de zuidzijde van het koor bevindt zich een aangebouwde gebedsruimte voor de kasteelheren van Bommershoven. Men vindt daar het wapenschild van de familie Naveau de Marteau.

## Interieur
Het interieur wordt overspannen door een tongewelf.
In de gebedsruimte van de kasteelheren bevinden zich twee 18e-eeuwse schilderijen: Een Calvarie en een Onze-Lieve-Vrouw met Sint-Anna. Ook vindt men er enkele grafstenen uit de 16e eeuw en jonger.
Het altaar, begin 18e eeuw, is afkomstig uit de Heilig-Kruiskerk te Luik. Ook uit begin 18e eeuw is het tabernakel, in Lodewijk XIV-stijl.
Op het om de kerk heen gelegen kerkhof zijn enkele 17e-eeuwse grafkruisen te vinden.